# Erza Muqoli
Erza Muqoli (Sarreguemines, 21 september 2005), is een Franse zangeres, muzikante en actrice.

## Biografie
Erza Muqoli is geboren in Sarreguemines aan de Moezel. Haar ouders zijn Albanezen, oorspronkelijk uit Kosovo, die Joegoslavië verlieten voor Frankrijk in de eerste helft van de jaren 1990.
Op 7-jarige leeftijd begon ze met pianolessen aan de muziekschool van Sarralbe en haar muziekleraar, Pascal Wéber, plaatst regelmatig video's van haar zang op internet.
In 2014-2015 nam Erza Muqoli deel aan het negende seizoen van het Franse tv-programma La France a un incroyable talent. Voor haar eerste auditie coverde ze Papaoutai van Stromae, zichzelf begeleidend op de piano. Gilbert Rozon bromde en zei nee, maar de andere juryleden zeiden ja. Nadat ze naam had gemaakt in de halve finale, waar ze Éblouie par la nuit van Zaz zong met een staande ovatie van het publiek, drong Erza door tot de finale, waar ze La Vie en rose van Édith Piaf zong. Ze eindigde op de 3e plaats.

## Discografie

### Albums
- 2019: Erza Muqoli

### Singles
- 2019: Je chanterai
- 2019: Dommage